# Меконијум
Меконијум је тамнозелена, лепљива слуз, коју чини мешавина амнионске течности (75%), жучи и секрета из цревних жлезда, длаке, крв, и сквамозне ћелије (25%). Он се обично налазе у цревима плода од 14—16 недељи гестације. Он је уједно и прва столица коју има новорођенче.
Уколико меконијум није елиминисана најдаље 24 сата после рођења детета, обавезно се ради ректални преглед и контролише да ли је анални отвор пролазан и да ли у задњем делу дебелог црева (ректуму) има садржаја. Ако нема атрезије црева, најчешче се овај садржај испразни након овог прегледа.
Ако постоји могућност да дете у плућима, након порођаја, у плућима можда има доста меконијума, одмах се уводи ендотрахеална цев у душник и аспирира меконијум.

## Физиологија
Иако се прва меконијална столица јавља након рошења, он може да буде елиминисана и пре рођења у плодову воду, коју пребојава зелено. Иако је његова појава у плодовој води најчешће знак феталне патње, она уједно искључује могућност ниске урођене цревне опструкције.
Главни састојци меконија су вода и чврсти састојци. Вода је главни састојак и чини 85-95% меконијума. Чврдти састојци меконијума су: гастрична секреција, жучни соли, мукус, верникс, лануго длаке, крв, панкреасни ензими, слободна масна киселине и ћелије сквамозног епитела. Меконијум је стерилан јер не садржи бактерије, што је примарни фактор по коме се он разликује од редовне столице.

## Патолошка стања изазвана меконијумом

### Меконијум у плодовој води
Меконијалним бојењем плодове воде установљено је да се он може наћи у око 15% трудноћа. Ретко се јавља пре 38 недеље трудноће. Учесталост тог стања повећава са са продуженим трајањем трудноће и може бити присутна у до 30% беба у 42 недељи трудноће.
За појаву меконијума у плодовој води могу бити одговорно одређени патолошки процеси у материци: који дооводе до хроничне хипоксије, ацидемије или инфекција. Овим патолошким процесима претходи унутарматерични дистрес, који може може бити изазван под утицајем следећи чинилаца: инсуфицијенција постељице, мајчина хипертензије, прееклампсија, олигохидрамнион, злоупотребе дрога, посебно дувана и кокаина од стране мајке.

### Синдром аспирације меконијума
Испуштање меконијума у материцу пре рођења може да буде праћен синдромом аспирације меконијума, или феталног дистреса, изазваног „патњом” плода. Како је меконијум врло иритантнан за плућа фетуса, када се појави у већим количинама, он може да делује надражајно и у грудном кошу фетуса изазове делимичну или потпуна опструкција дисајних путева, хиперинфлацију, ателектазу, пнеумонитис и класичну инфламацијску реакцију.